# Andorita
La andorita era antes un mineral de la clase de los minerales sulfuros, que hoy no es aceptado por la IMA, sino que lo separa en dos especies minerales distintas:
- Andorita VI: la andorita original también llamada senandorita, descubierta en 1892 en Rumania,[3] nombrada como andorita en honor de Andor von Semsey, recolector de minerales húngaro. Se le cambió el nombre a andorita VI para indicar las unidades múltiplo de seis a lo largo de su eje-c cristalográfico.[2]

- Andorita IV: también llamada quatrandorita, descubierta en 1893 en Bolivia.[4]  Se le cambió el nombre a andorita IV para indicar la fase de andorita con unidades múltiplo de cuatro a lo largo de su eje-c cristalográfico.[2]

## Características químicas
Ambos minerales son un complejo de sulfuro y antimoniuro anhidro con cationes plata y plomo, siendo sus fórmulas químicas las siguientes:
- Andorita VI: AgPbSb3S6, que cristaliza en sistema cristalino ortorrómbico.
- Andorita IV: Ag15Pb18Sb47S96, que cristaliza en sistema cristalino monoclínico.

Además de los elementos de su fórmula, suele llevar como impurezas: bismuto, cinc, hierro y cobre.

## Formación y yacimientos
Se forma en vetas conteniendo plata y estaño de origen sub-volcánico por alteración hidrotermal.
Suele encontrarse asociado a otros minerales como: estibina, esfalerita, barita, fluorita, siderita, cuarzo, casiterita, arsenopirita, estannita, zinkenita, tetraedrita, pirita, alunita, pirargirita, estefanita o rodocrosita.

## Usos
Por su alto contenido en plata es extraído de las minas como mena de este valioso metal.